# Minervois-La Livinière

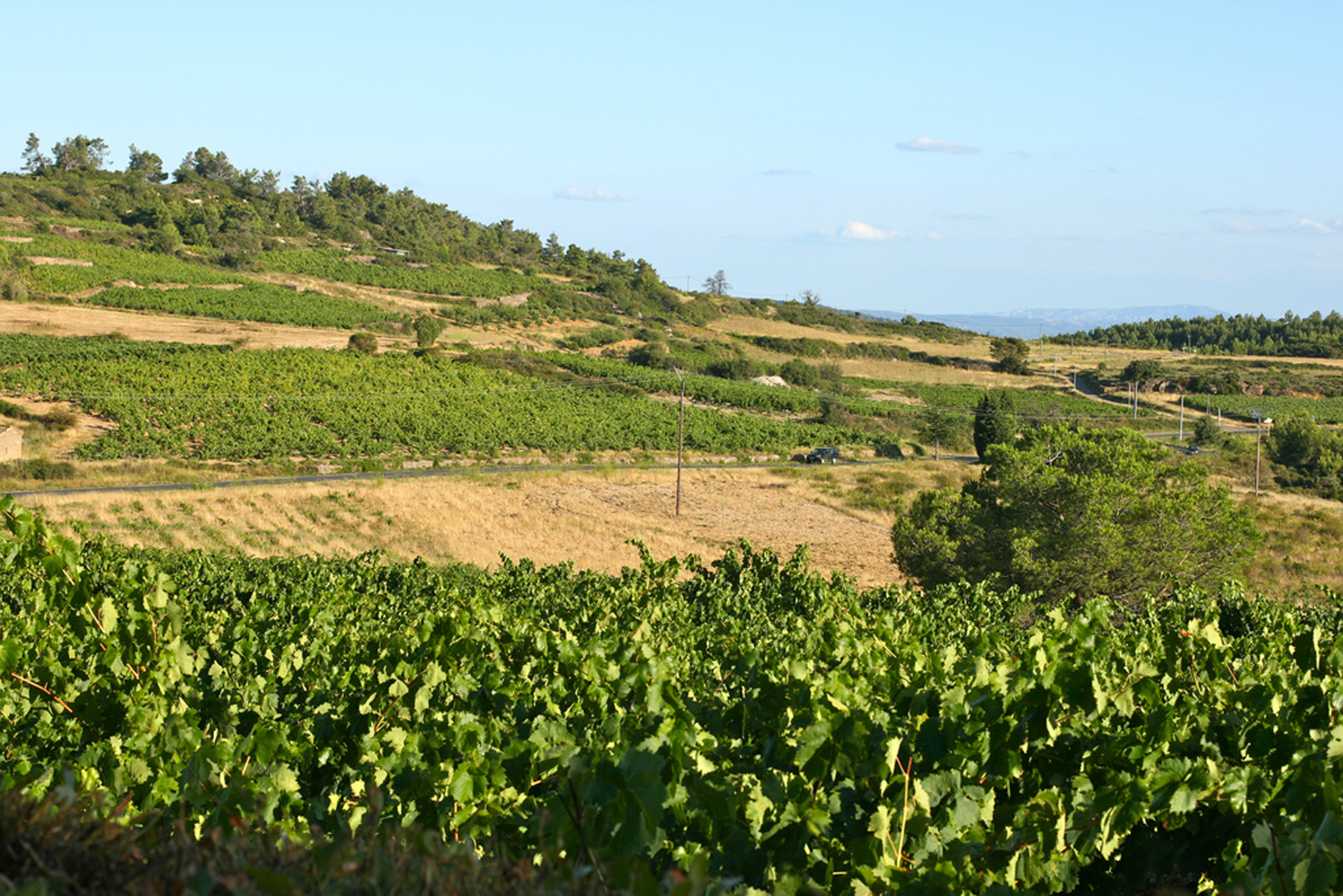
Wijngaard bij Minervois

Minervois-la-Livinière is een Appellation d'Origine Contrôlée (AOC) voor de rode Franse wijn uit de regio Petite Causse, aan de voet van de prepyreneeën. De AOC-AOP-status is er sinds 1999.

## De wijngaarden

### Regio
Het wijnbouwgebied strekt zich uit over zes gemeenten, waarvan vijf in het departement Hérault (La Livinière, Siran, Cesseras, Azillanet en Félines-Minervois) en Azille in de Aude.

### Toegestane druivensoorten
Volgens het decreet dat de bepalingen van de AOC vastlegt, moeten de wijnen minimaal 60% Syrah, Mourvèdre, Lledoner pelut en/of Grenache (waarvan minimaal 40% Syrah of Mourvèdre). Een toevoeging van andere druivenrassen is mogelijk met  Carignan, Cinsault, Terret noir, Piquepoul en Aspiran.

### Vereisten volgens het decreet
Het decreet stelt een aantal voorwaarden aan de wijnstokken inzake aanplant en onderhoud. Elke nieuwe aanplant of herbeplanting moet 4.000 wijnstokken per hectare hebben.
Voor de vinificatie zijn een aantal technologische vernieuwingen verboden.

## Opbrengst en productie
- Areaal is 200 ha.
- Opbrengst mag maximaal 45 hl/ha bedragen.
- Productie bedraagt 7.000 hl.

## Producenten
- 3 coöperaties
- 34 private producenten